# Женская сборная Гонконга по волейболу
Женская сборная Гонконга по волейболу (кит. 香港國家女子排球隊, англ. Hong Kong women's national volleyball team) — представляет специальный административный район Китая Гонконг на международных волейбольных соревнованиях. Управляющей организацией выступает Волейбольная ассоциация Гонконга.

## История
Волейбольная ассоциация Гонконга — член Международной федерации волейбола (ФИВБ) с 1959 года. В 1997 был восстановлен суверенитет Китая над Гонконгом, но спорт, в том числе волейбол, в этой бывшей британской колонии продолжил самостоятельное существование и волейбольная ассоциация территории сохранила членство в ФИВБ.
Женская волейбольная сборная Гонконга впервые была сформирована в 1978 году для участия в Азиатских играх, проходивших в столице Таиланда Бангкоке, но на этих соревнованиях выступила неудачно, проиграв в 5 сыгранных матчах всем своим соперникам с одинаковым счётом 0:3. В последующие годы гонконгские волейболистки приняли участие в большинстве чемпионатов Азии. Лучшим результатом стало 6-е (при 7 участниках) место в 1979 году. В дальнейшем выше 8-го места в континентальных первенствах сборная Гонконга не поднималась.
В июне 2013 года команда Гонконга впервые участвовала в отборочном турнире чемпионата мира, но уступила сборной Тайваня в трёх сетах и выбыла из дальнейшей борьбы.        

## Результаты выступлений и составы

### Чемпионаты мира
Сборная Гонконга приняла участие только в одном отборочном турнире чемпионатов мира.
- 2014 — не квалифицировалась

### Чемпионат Азии
| - 1975 — не участвовала - 1979 — 6-е место - 1983 — 8-е место - 1987 — 10-е место - 1989 — 8-е место - 1991 — 11-е место - 1993 — 12-е место - 1995 — 9-е место - 1997 — 9-е место - 1999 — 8-е место - 2001 — не участвовала | - 2003 — не участвовала - 2005 — 12-е место - 2007 — не участвовала - 2009 — 10-е место - 2011 — не участвовала - 2013 — 13-е место - 2015 — 13-е место - 2017 — 11-е место - 2019 — 11-е место - 2023 — 11-е место |

- 2015: Тхо Вин Мань, Фон Сэ Мань, Тхай Онь Кхи, Ён Сау Мэй, Кху Юань Юань, Тиллис Лоу Хо Фун, Ван Цзэ, Лам Е Тин, Вин Сэ, Цуй Кха Е, Элен Ип Хой Лунь, Сиу Хо Янь. Тренер — Ли Юк Хин.
- 2017: Ю Ин Чи, Кхуок Пхуй Иу, Цан Сэ Нга, Чхим Вин Лам, Ён Сау Мэй, Фун Вин Янь, Тхо Вин Мань, Чхён Мань Ли, Чхань Ю Ю, Лам И Тхин, Чхён Сэ Вин, Цюй Ка И, Элен Ип Хой Лунь, Нгай Кхуай Тхин. Тренер — Лам Чхун Кхуок.
- 2019: Тиллис Лоу Хо Фун, Фун Цзе Ян, Лам Е Тин, Цанг Сэ Нга, Лау Хо Тхин, Чам Вин Лам, Ю Ин Чхи, Пан Вин Лам, Тхо Винг Мань, Чхинь Мин Вай, Пхан Вин Нам, Элен Ип Хой Лунь, Нгай Куай Тхин, Кхо Юн Юн. Тренер — Кхуок Кхинь Чхунь.

### Азиатские игры
Сборная Гонконга участвовала в трёх Азиатских играх.
- 1978 — 6-е место
- 2014 — 7-е место
- 2018 — 11-е место
- 2022 — 10-е место
- 2014: Лам Мэй, Фон Сэ Мань, Цан Сэ Нга, Ён Сау Мэй, Кху Юн Юн, Ло Кха Янь, Фун Цзэ Янь, Ли Пхуй шань, Тиллис Лоу Хо Фун, Лам Е Тхин, Цюй Кха Е, Элен Ип Хой Лунь. Тренер — Ли Ю Синь.
- 2018: Тиллис Лоу Хо Фун, Фун Цзе Янь, Цан Сэ Нга, Чхань Ю Ю, Фун Вин Янь, Чхим Вин Лам, Ю Ин Чхи, Ён Сау Мэй, Пхан Вин Лам, Лам Е Тхин, Хо Кхинь Иу, Цюй Кха Е, Элен Ип Хой Лунь, Кху Юн Юн. Тренер — Ко Цзянь Кхуань.

### Азиатский Кубок вызова
- 2022 —  1-е место
- 2023 — 9-е место

### Восточноазиатские игры
- 2001 — ?
- 2009 — 4-е (?) место
- 2013 — 4-е место

### Чемпионат Восточной Азии
- 4-е место — 1998, 2000, 2006, 2012.
- 5-е место — 2004, 2008, 2010, 2014, 2018.
- 6-е место — 2002, 2016, 2024.

## Состав
Сборная Гонконга в соревнованиях 2024 года (Азиатский Кубок вызова, чемпионат Восточной Азии).
| №  | Имя, фамилия         | Год рождения | Рост | Амплуа      | Клуб                 |
| -- | -------------------- | ------------ | ---- | ----------- | -------------------- |
| 1  | Мишель Чьюнг Хиу Нок | 2001         | 162  | либеро      | «Файтинг»            |
| 3  | Фун Цзе Янь          | 1994         | 177  | связующая   | «Хип Хин»            |
| 4  | Ик Вин Сум           | 2000         | 177  | нападающая  | «Хип Хин»            |
| 5  | Ли Вай Чхин          |              | 185  | центральная | Гонконг              |
| 7  | Тан Сум Юэнь         |              | 174  | центральная | Гонконг              |
| 8  | Чхин Вин Лам         | 1997         | 173  | нападающая  | «Хип Хин»            |
| 9  | Ло Мэй Кхэй          | 1997         | 173  | центральная | «Виктори»            |
| 11 | Пхан Вин Нам         | 1997         | 173  | нападающая  | «Хип Хин»            |
| 12 | Пхан Вин Лам         | 1997         | 173  | нападающая  | «Хип Хин»            |
| 14 | Шум Лам              | 2000         | 174  | нападающая  | «Файтинг»            |
| 15 | Ю Ин Чхи             | 1992         | 169  | либеро      | «Кхуай Цин»          |
| 16 | Вон Се Вин           | 1999         | 171  | связующая   | CYT                  |
| 17 | Фон Кха И            | 2002         | 180  | центральная | «Тхуэнь Чхин»        |
| 18 | Чхоу Вин Чжин        |              | 174  | центральная | Гонконг              |
| 19 | Кхон Цзе Янь         | 2004         | 167  | связующая   | «Файтинг»            |
| 21 | Люн Нга Е            | 1993         | 177  | центральная | «Тхуэнь Чхин»        |
| 30 | Им Вин Ни            | 2000         | 179  | центральная | «Тхуэнь Чхин»        |
| 77 | Чхоу Вин Тхун        | 2000         | 173  | нападающая  | «Гонконг Интернешнл» |

- Главный тренер — Кхуок Кхинь Чхунь.
- Тренеры — Ли Юк Хин, Вон Ин Хун.